# UHD1
UHD1 ist ein deutscher Fernsehsender, der in UHD sendet.

## Programm
UHD1 sendet zwischen 8 und 20 Uhr unverschlüsselt Demomaterial in UHD.
Zwischen 20 und 8 Uhr strahlt der Sender unter anderem die Programme von Eurosport 4K und DELUXE MUSIC UHD verschlüsselt für Kunden von HD+ aus.

## Verbreitung
UHD1 wird über den Satelliten Astra 1L ausgestrahlt.